# Нижний (Иркутская область)
Нижний — упразднённый посёлок в Братском районе Иркутской области России. Входил в состав Наратаевской сельской администрации. Исключен из учётных данных в 1998 году.

## География
Располагался на южном берегу Братского водохранилища, на полуострове образованном заливами Нижний и Средний, в 19 км к востоку от посёлка Наратай.

## История
По некоторым сведениям посёлок возник в 1956 году в связи с организацией леспромхоза для подготовки ложа Братского водохранилища. До 1960 года в составе Кежемского сельсовета. В 1960 году из состава сельсовета выделен Приморский сельсовет с центром в посёлке Нижний. В 1967 году центр сельсовета перенесен в посёлок Наратай, сельсовет переименован в Наратайский.
Постановлением губернатора Иркутской области от 23 июля 1998 года № 494-п посёлок исключен из учётных данных.